# テレビ岩手競馬王国
『テレビ岩手競馬王国』（てれびいわてけいばおうこく）は、テレビ岩手（TVI）で放送されていた競馬中継番組。
1970年代から岩手競馬の重賞レースを不定期で中継していたが、1997年前半までは「盛岡・水沢競馬中継」と付けられていた。同年後半からこのタイトルになった。

## 出演者

### 実況
- 加藤浩
- 柴柳二郎
- 鈴木直志
- 藤村恵一

### 解説
- 中村はじめ（？～1997　当時・エイカン編集長）
- 佐々木光好（？～2006　当初はパドック解説で1998年からメイン解説　当時・エイカンチーフTM）

### 主なゲスト
- 常盤新平
- 山際淳司
- 石川喬司
- 山野浩一
- 森田芳光
- 高橋源一郎
- 見栄晴（ゲストなのに、なぜかMCの位置付けで出演）